# Sako TRG
O Sako TRG (em finlandês:  Tarkkuuskivääri Riihimäki G-sarja, "Fuzil de Precisão Riihimäki série G") é uma linha de fuzis de precisão de ação por ferrolho, projetada e fabricada pela fabricante finlandesa de armas de fogo SAKO, de Riihimäki. É o sucessor do fuzil de precisão SAKO TR-6, e, portanto, a letra G no nome do fuzil representa o número 7 (já que G é a sétima letra em ordem alfabética).
O TRG-21 e o TRG-22 (A1) são projetados para disparar cartuchos de tamanho padrão .308 Winchester (7,62x51mm NATO), enquanto o TRG-41 e o TRG-42 (A1) são projetados para disparar cartuchos .300 Winchester Magnum (7,62x67mm) e .338 Lapua Magnum (8,6x70mm), mais potentes e dimensionalmente maiores. Estão disponíveis com coronha verde-oliva, marrom-deserto/marrom-coiote, terra escura ou preta, e também estão disponíveis com coronha dobrável. O TRG-62 A1 foi adicionado à linha de produtos como a terceira e maior iteração, projetado para disparar o cartucho .375 CheyTac (9,5x77mm), ainda mais potente e dimensionalmente maior.
Os fuzis de precisão normalmente são equipados com freios de boca para reduzir o recuo, o salto e o clarão. Os freios de boca do TRG de fábrica da Sako são ventilados lateralmente e são removíveis. Geralmente, os TRG são equipados com uma mira telescópica Zeiss ou Schmidt & Bender PM II com ampliação fixa ou variável. Miras telescópicas variáveis podem ser usadas se o operador desejar maior flexibilidade para atirar em distâncias variadas ou quando um amplo campo de visão for necessário.
Em outubro de 2011, a Sako lançou o TRG M10 Sniper Weapon System. Ele foi projetado como um sistema modular multicalibre configurável pelo usuário, respondendo às crescentes demandas do mercado e não compartilha seu receptor e outros recursos técnicos com o restante da linha TRG (calibre único).

## Variantes
- O Sako TRG-21 (1989) foi projetado para usar o cartucho .308 Winchester (7,62×51mm NATO).
- O Sako TRG-22 (1999) é uma variante atualizada e aprimorada do TRG-21, com um novo projeto de coronha e um comprimento máximo de cartucho de 75 mm. Um fornecedor americano da Sako também encomendou uma produção limitada especial do TRG-22 com câmara para cartucho .260 Remington.
- O Sako TRG-41 (1989) foi projetado para comportar o cartucho .338 Lapua Magnum ou .300 Winchester Magnum.
- O Sako TRG-S M995 (1992) é uma variante do TRG-41 voltada para caça, projetada para comportar oito cartuchos padrão e quatorze magnum, e foi produzida até 2003.
- O Sako TRG-42 (1999) é uma variante atualizada e melhorada do TRG-41 com um novo projeto de coronha e um comprimento máximo de cartucho de 95 mm.
- A Beretta TRG-42 foi apresentada pela Sako (importadora Beretta USA) na Reunião e Exposição Anual da Associação do Exército dos Estados Unidos (AUSA), em outubro de 2008, como uma possível plataforma para atender às solicitações do Precision Sniper Rifle (PSR) calibre .338 do Exército dos Estados Unidos. Trata-se essencialmente de uma TRG-42 com cano mais curto, coronha dobrável e sistema de trilhos estendidos integrado.[5][6][7][8][9]
- O Sako TRG-22 A1 (2018) é uma variante atualizada e melhorada do TRG-22 com um novo projeto de coronha.
- O Sako TRG-42 A1 (2018) é uma variante atualizada e melhorada do TRG-42 com um novo design de coronha.
- O Sako TRG-62 A1 (2024) é uma variante para maior alcance com câmara para .375 CheyTac (9,5×77 mm).[10]

## Operadores
| País           | Variante                                        | Número        | Notas |
| -------------- | ----------------------------------------------- | ------------- | --- |
| Albânia        | TRG-42 TRG M10                                  |               | Usado pela RENEA e pela Força Terrestre Albanesa. |
| Austrália      | TRG M10                                         |               | O fuzil de precisão TRG M10 foi testado pelo 2º Regimento de Comando do Exército em 2014. |
| Armênia        | TRG-42                                          |               | O fuzil de precisão TRG-42 é usado pelas Forças Especiais do Exército. |
| Bulgária       | TRG M10                                         |               | O TRG M10 está em uso pelo Comando Conjunto de Operações Especiais. |
| Canadá         | TRG M10                                         | 229           | Em 2022, as Forças Armadas Canadenses selecionaram o Sako TRG M10 Sniper Weapon System como seu novo fuzil de precisão C21. Os operadores do C21 MCSW (Multi-Caliber Sniper Weapon) podem alternar entre as câmaras 7,62×51mm NATO e .338 Lapua Magnum. |

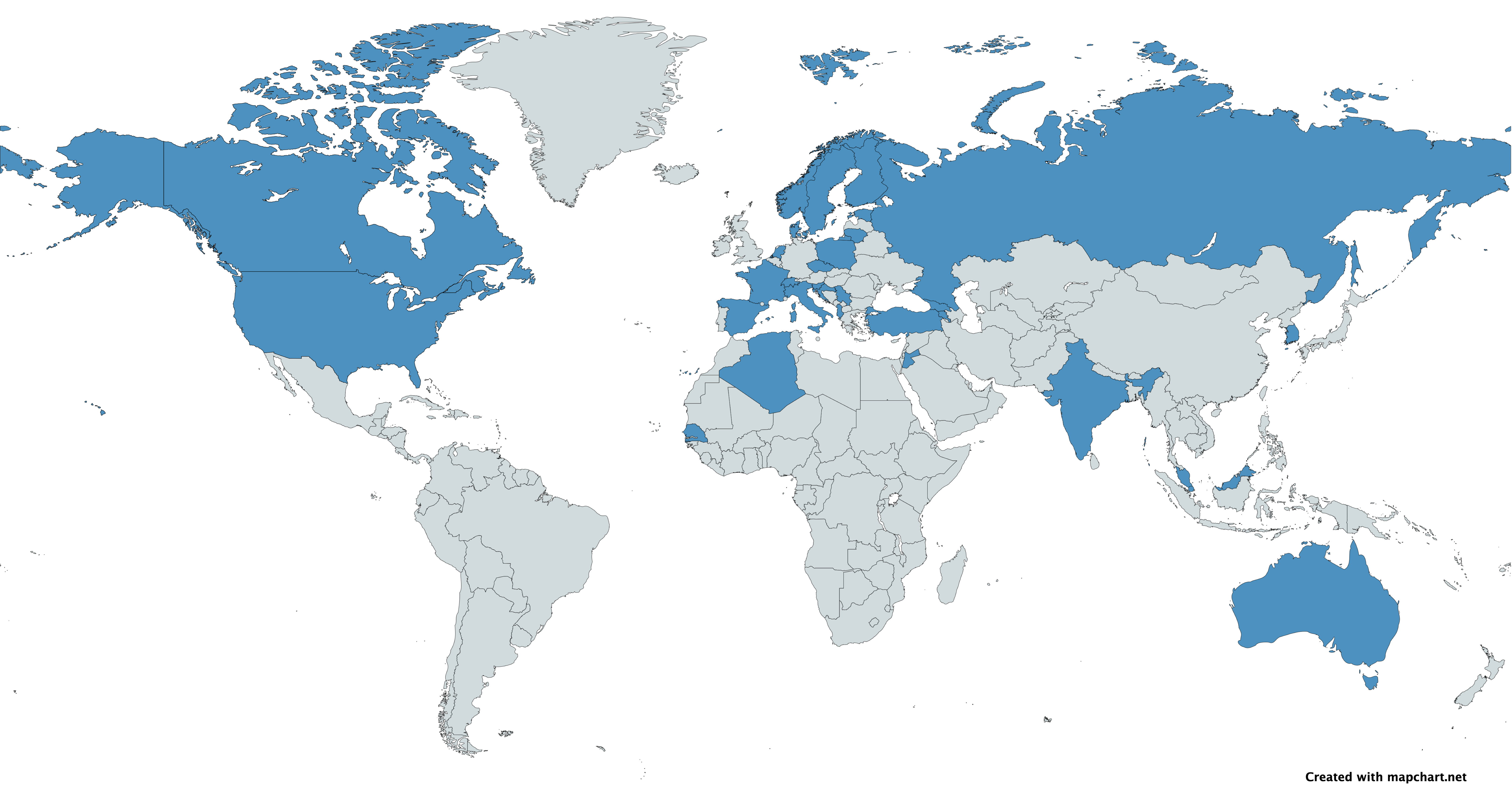
Mapa com operadores do Sako TRG em azul

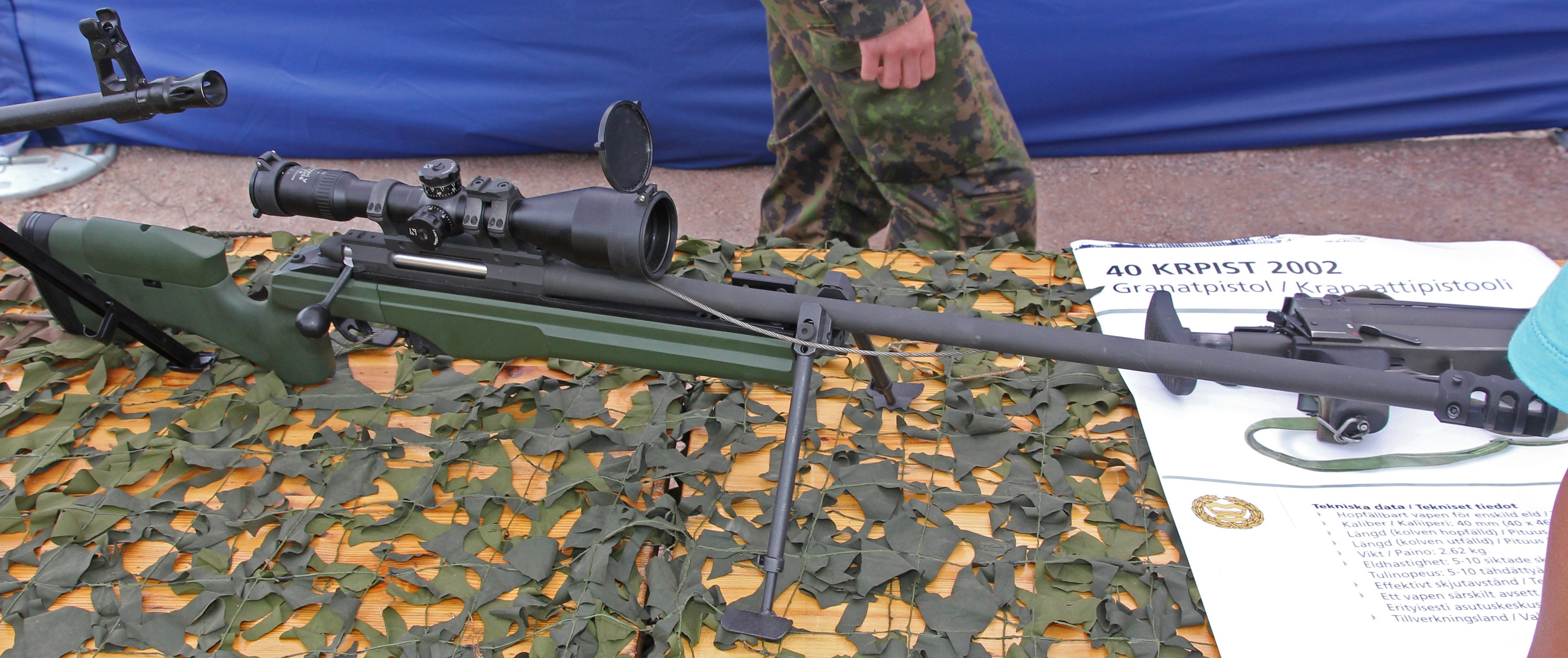
Fuzil de precisão das Forças de Defesa da Finlândia 8.6 TKIV 2000 (TRG-42 calibrado em .338 Lapua Magnum)

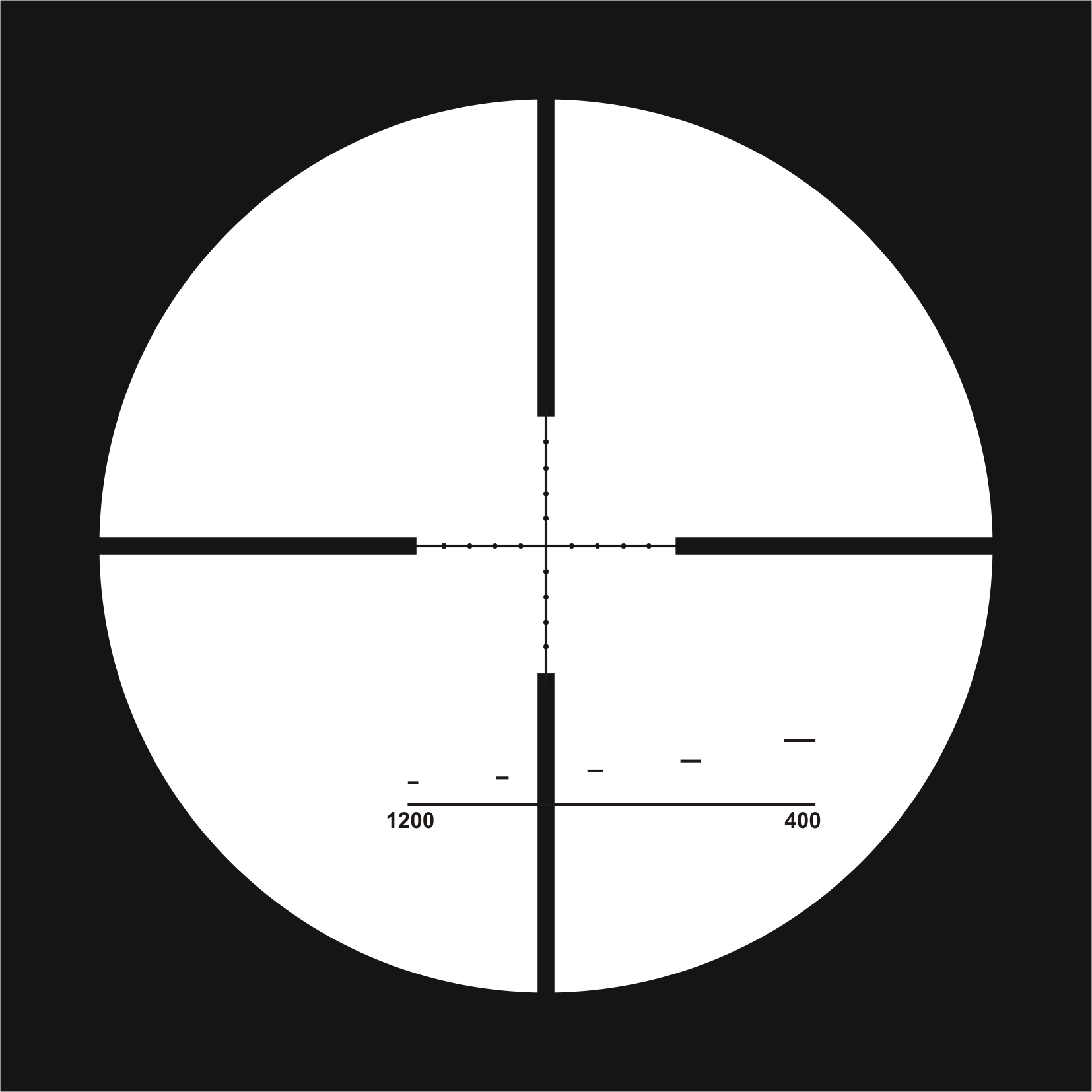
Retículo "FinnDot"

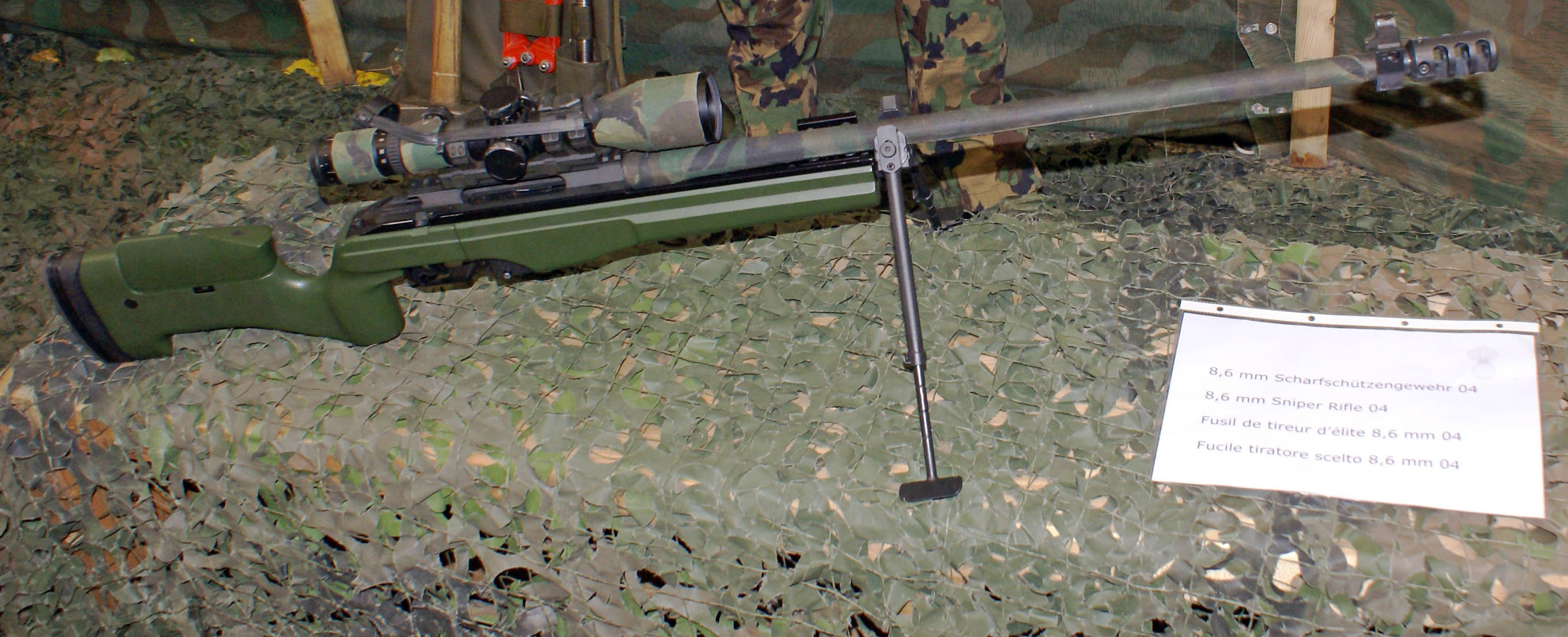
Fuzil de precisão do Exército Suíço 8,6 mm 04 (TRG-42 com câmara para .338 Lapua Magnum)

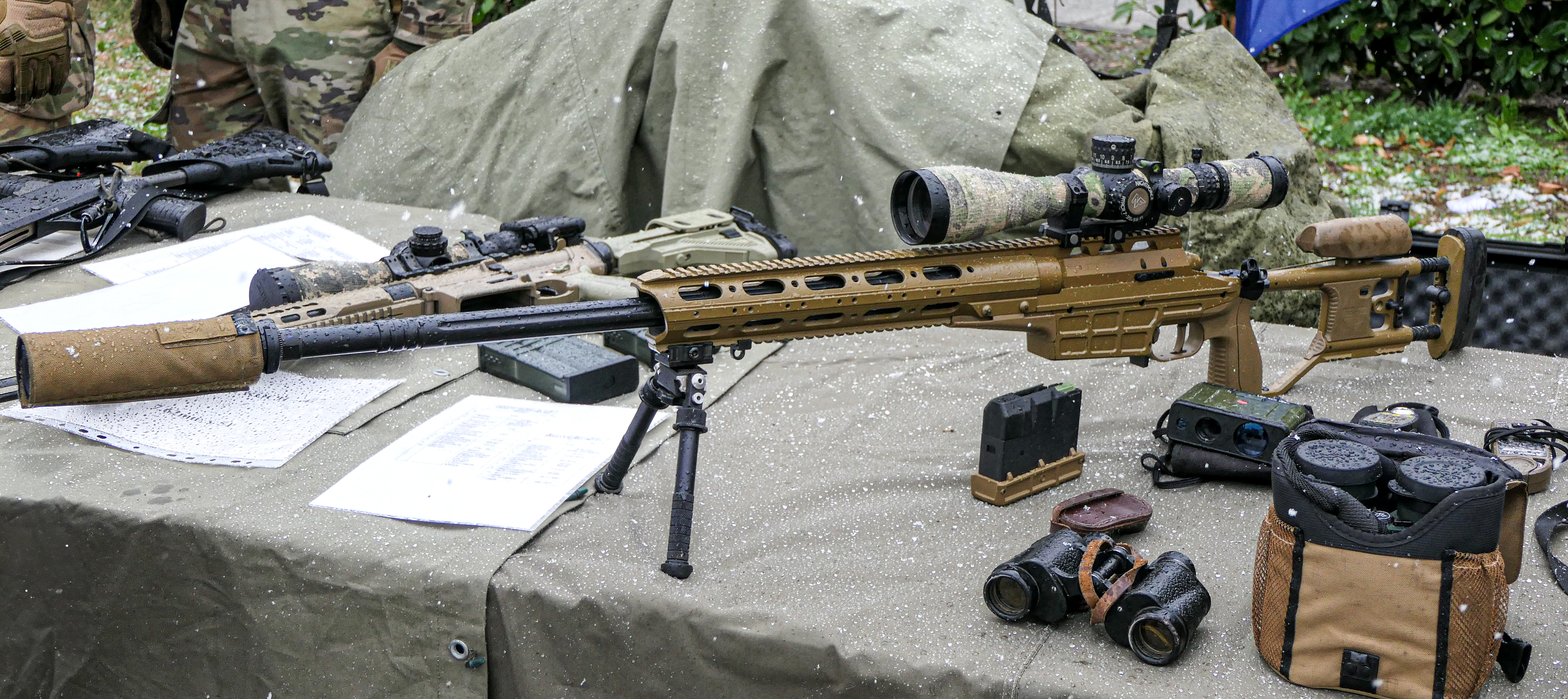
Sako TRG M10 usado pelas Forças Especiais da Bulgária

| Chéquia        | TRG-22                                          |               | O fuzil de precisão TRG-22 está em uso nas Forças Armadas da Tchéquia. Eles são equipados com miras Leupold & Stevens VX-3 6.5-20×50 ou Schmidt & Bender 4-16×50 PM II e um bipé Harris BRMS 6-9 ou Sako TRG original. |
| Croácia        | TRG-42                                          |               | O fuzil de precisão TRG-42 com câmara .300 Winchester Magnum está em uso pelo Exército Croata e pelas forças especiais. |
| Dinamarca      | TRG-42                                          |               | Jægerkorpset, Frømandskorpset, Særlig Støtte- og Rekognosceringskompagni e atiradores de elite do exército regular recebem o fuzil de precisão TRG-42 com coronha dobrável. É conhecido como Finskyttegevær M/04. |
| Estónia        | TRG-42 TRG M10                                  | ? 70+         | As forças especiais e unidades de atiradores de elite das Forças de Defesa da Estônia usam o fuzil de precisão TRG-42. A 1ª e 2ª Brigadas de Infantaria da Estônia e a Liga Armada da Estônia receberam fuzis de precisão TRG M10 até 2024, fuzis M10 com câmara de 8,6 mm. |
| Finlândia      | TRG-42 M10                                      | 490           | O Exército da Finlândia adquiriu 490 fuzis de precisão TRG-42, conhecidos como 8.6 TKIV 2000. Os fuzis 8.6 TKIV 2000 das Forças de Defesa da Finlândia (FDF) têm miras telescópicas Zeiss 3-12×56 Diavari VM/V T* 30 mm feitas sob medida com filtros laser seguros para os olhos. |
| França         | TRG-42                                          |               | O fuzil de precisão TRG-42 é usado pelos Comandos Paraquedistas do Ar (CPA) 10/20/30 com miras Schmidt & Bender. |
| Índia          | TRG-22 Sako TRG 42                              |               | Exército Indiano O fuzil de precisão TRG-22 é usado pela Polícia Armada de Mizoram em números muito pequenos. O Sako TRG 42 é usado pelo Exército Indiano. |
| Itália         | TRG-42                                          |               | Os fuzis de precisão TRG-42 são usados pelo 9º Regimento de Assalto Paraquedista "Col Moschin", Guardia di Finanza e pelo Gruppo di Intervento Speciale. |
| Geórgia        | TRG M10 TRG-22 TRG-42                           |               | Usado pelo GSOC e unidades especiais de segurança pública. |
| Jordânia       | TRG-22 TRG-42                                   |               | Os fuzis de precisão TRG-22 e TRG-42 são usados pelas Forças Especiais Reais SRR-61 (Regimento de Reconhecimento Especial). |
| Lituânia       | TRG-22                                          |               | O fuzil de precisão TRG-22 é usado pelas Forças Armadas da Lituânia. |
| Malásia        | TRG-22                                          |               | O fuzil de precisão TRG-22 é usado pelo Grup Gerak Khas. |
| Países Baixos  | TRG-41 TRG M10                                  |               | O TRG M10 é usado pelo Dienst Speciale Interventies (Serviço de Intervenção Especial). Uma unidade policial de elite composta por militares, encarregada de combater o terrorismo e prender suspeitos de alto risco. |
| Noruega        | TRG-42                                          |               | O fuzil de precisão TRG-42 é usado pelo HJK/FSK (forças especiais aerotransportadas) e Marinejegerkommandoen (forças especiais navais) em pequenos números. |
| Polónia        | TRG-21 TRG-22 TRG-42[carece de fontes?] TRG M10 | 40 206 50 150 | As Forças Armadas da Polônia operam um total de 40 fuzis de precisão TRG-21 e 206 TRG-22, com 150 TRG M10 encomendados. As primeiras unidades TRG-21 entregues foram utilizadas pela Policja, GROM e pelo 1º Regimento de Comando Especial. Os 30 TRG-21 restantes foram introduzidos principalmente na 6ª Brigada Aerotransportada e na 25ª Brigada de Assalto Aéreo. Para necessidades operacionais no Iraque, 130 TRG-22 foram encomendados em 2004. Em 2006, o TRG-22 também foi escolhido pela Żandarmeria Wojskowa. A Policja usa o TRG-42. 150 TRG M10 foram encomendados pelas Forças Terrestres da Polônia em 2016. |
| Portugal       | TRG-22                                          |               | Utilizado pelo Núcleo de Operações Táticas de Proteção (NOTP) da Força Aérea Portuguesa. |
| Rússia         | TRG-42                                          |               | Usado pela Unidade Especial de Resposta Rápida (SOBR), FSB. |
| Sérvia         | TRG-22 TRG-42                                   |               | Os fuzis de precisão TRG-22 e TRG-42 são usados pelas Forças Armadas e pela Polícia da Sérvia. |
| Eslovênia      | TRG M10                                         |               | Usado pela Specialna Enota Policije (SEP/Panteras Vermelhas) - Unidade de Combate ao Terrorismo da Polícia |
| Senegal        | TRG-42                                          |               | Usado por comandos senegaleses. |
| Singapura      | TRG-22                                          |               | Usado pelos comandos do Exército de Singapura. |
| Coreia do Sul  | TRG M10                                         |               | Usado pela Flotilha Naval Especial de Guerra da República da Coreia. |
| Espanha        | TRG-21 TRG-22 TRG-41 TRG-42                     |               | Os fuzis de precisão TRG-22 e TRG-42 são utilizados por algumas forças policiais na Espanha. O TRG-22 também é utilizado pelo Grupo Especial de Intervenção da Polícia da Catalunha, e os fuzis de precisão TRG-21 e TRG-41 são utilizados pelo Grupo Especial de Operações (GEO) do Corpo Nacional de Polícia. |
| Suécia         | TRG-42 M10                                      |               | O TRG-42 é usado pelos grupos de operações Flygbasjägarna (Rangers da Força Aérea), Fallskärmsjägarna, Kustjägarna e Särskilda operationsgruppen. É conhecido como Prickskyttegevär 08. |
| Suíça          | TRG-42                                          | 196           | 196 fuzis de precisão TRG-42. É conhecido como SSGw 04 (Scharfschützengewehr 04). |
| Turquia        | TRG-42                                          | 350           | 350 fuzis de precisão TRG-42 foram adquiridos. |
| Ucrânia        | TRG-22                                          |               | O fuzil de precisão TRG-22 é usado pelas unidades de forças especiais Grupo Alfa e "Omega". |
| Estados Unidos | TRG M10                                         |               | O TRG M10 é usado pela Unidade de Serviço de Emergência do NYPD |